# 蘇格蘭林業和土地局
蘇格蘭林業和土地局（英語：Forestry and Land Scotland）負責管理和促進蘇格蘭的國家森林（主要由森林覆蓋的土地，由蘇格蘭政府代表國家擁有）。蘇格蘭林業和土地局成立於2019年4月1日，接管已解散的蘇格蘭林業委員會的部分職責。該組織與同樣成立於2019年4月1日的蘇格蘭林業局並存，負責監管和支持蘇格蘭土地之所有者。蘇格蘭林業和土地局的主要職能是照顧國家森林以及生產和供應木材。在這一職責範圍內，他們預計將增加生物多樣性、增加公眾戶外活動、鼓勵旅遊業和支持農村經濟。
蘇格蘭林業和土地局最初成立的目的只是管理國家森林，但未來它也可能接管蘇格蘭其他公有土地。這可能包括目前由其他公共機構管理的土地；蘇格蘭政府擁有的小農場和農業用地；地方當局擁有的土地；以及英國國防部擁有的土地。